# Ximôckinh

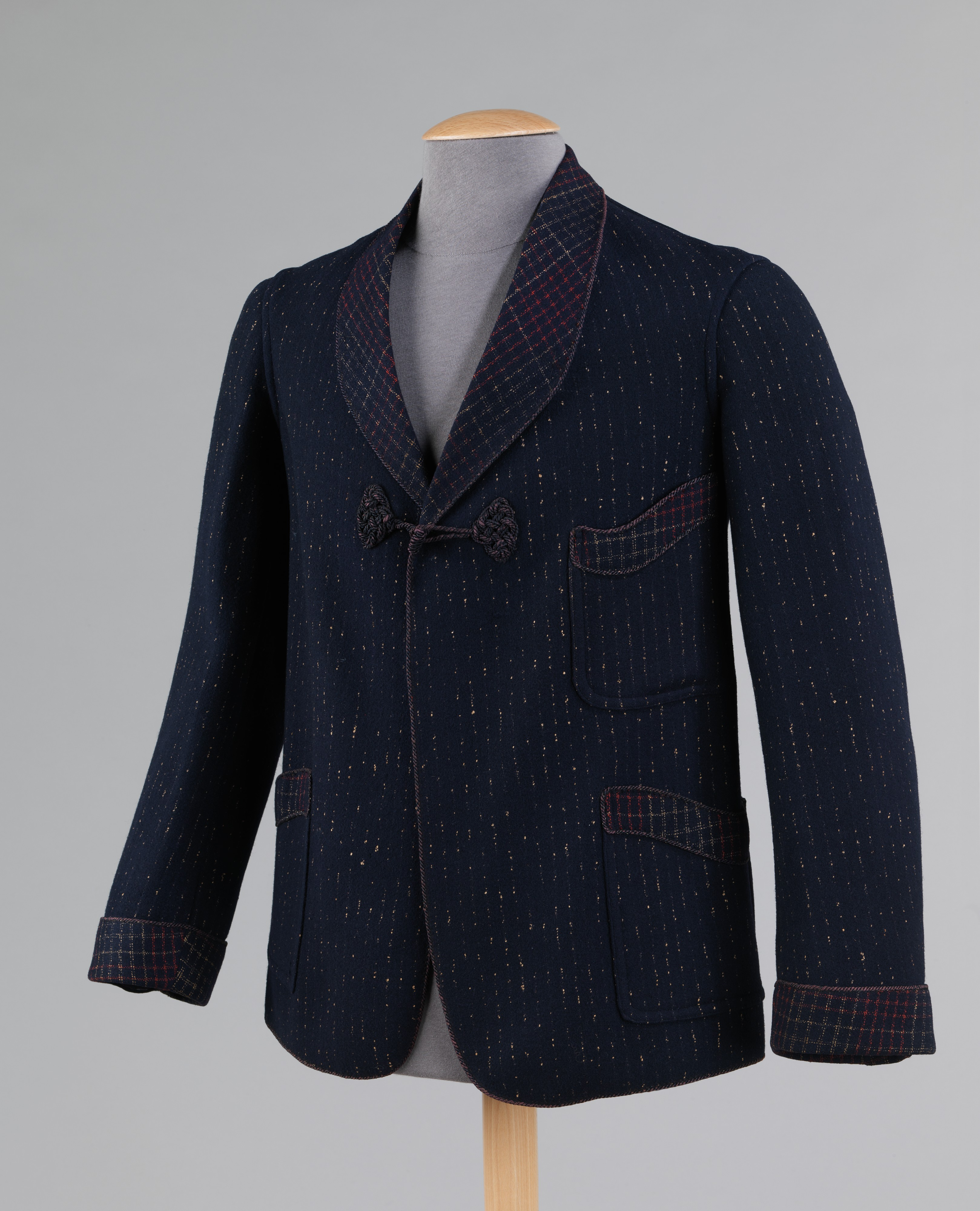
Một chiếc áo ximôckinh năm 1958 được trưng bày tại Bảo tàng Nghệ thuật Metropolitan, Thành phố New York, Hoa Kỳ.

Ximôckinh hay Xì-mốc-kinh (tiếng Anh: Smoking jacket) là một kiểu veston biến thể trang phục phương Tây cho nam giới, ban đầu dành riêng cho việc hút thuốc lá.
Được thiết kế vào những năm 1850, chiếc áo khoác hút thuốc là tiền thân ý tưởng cho Tuxedo ngày nay. Theo phong cách cổ điển, áo khoác đi kèm với cổ áo trơn, khuy cài áo thắt nút bằng vải hoặc dây đai với chất liệu chủ yếu được làm từ lụa, nhung hoặc vải jacquard, hoặc đôi khi là sự kết hợp của cả ba loại.
Sự nổi tiếng của chiếc áo Ximôckinh là do tính thực tiễn của người hút thuốc lá (xì gà, thuốc lào, ống điếu), nó bảo vệ áo sơ mi của người mặc khỏi mùi khói và tàn thuốc bám vào.

## Tên gọi
Thuật ngữ Smoking (phiên âm tiếng việt: Ximôckinh) cho chiếc áo khoác bắt nguồn từ hoạt động liên quan đến thuốc lá.
Cũng giống như ý nghĩa, sự phát triển của ximôckinh ít trang trọng hơn và do đó không được nhầm lẫn tên gọi thay thế của chiếc áo khoác trong bộ Tuxedo.  Trong tiếng Pháp, tiếng Ý, tiếng Bồ Đào Nha, tiếng Đức, tiếng Ba Lan, tiếng Nga, tiếng Tây Ban Nha, tiếng Ba Tư, tiếng Thổ Nhĩ Kỳ và các ngôn ngữ châu Âu khác, tên gọi này được nhắc nhầm lẫn với trang phục dạ tiệc đen (hay còn gọi là Tuxedo).

## Nguồn gốc

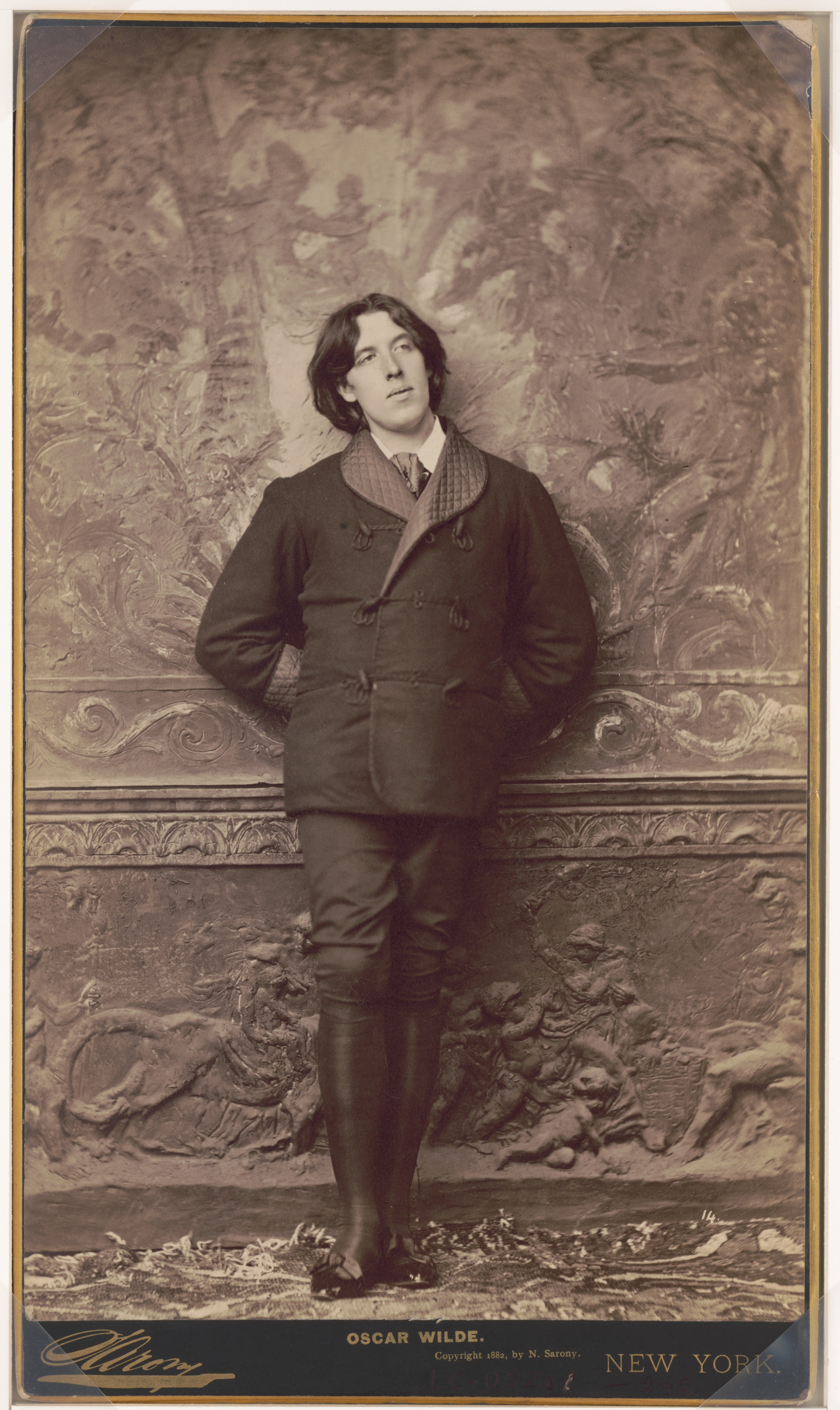
Nhà văn Oscar Wilde trong chiếc áo khoác ximôckinh yêu thích của ông, năm 1882

### Thế kỷ 20

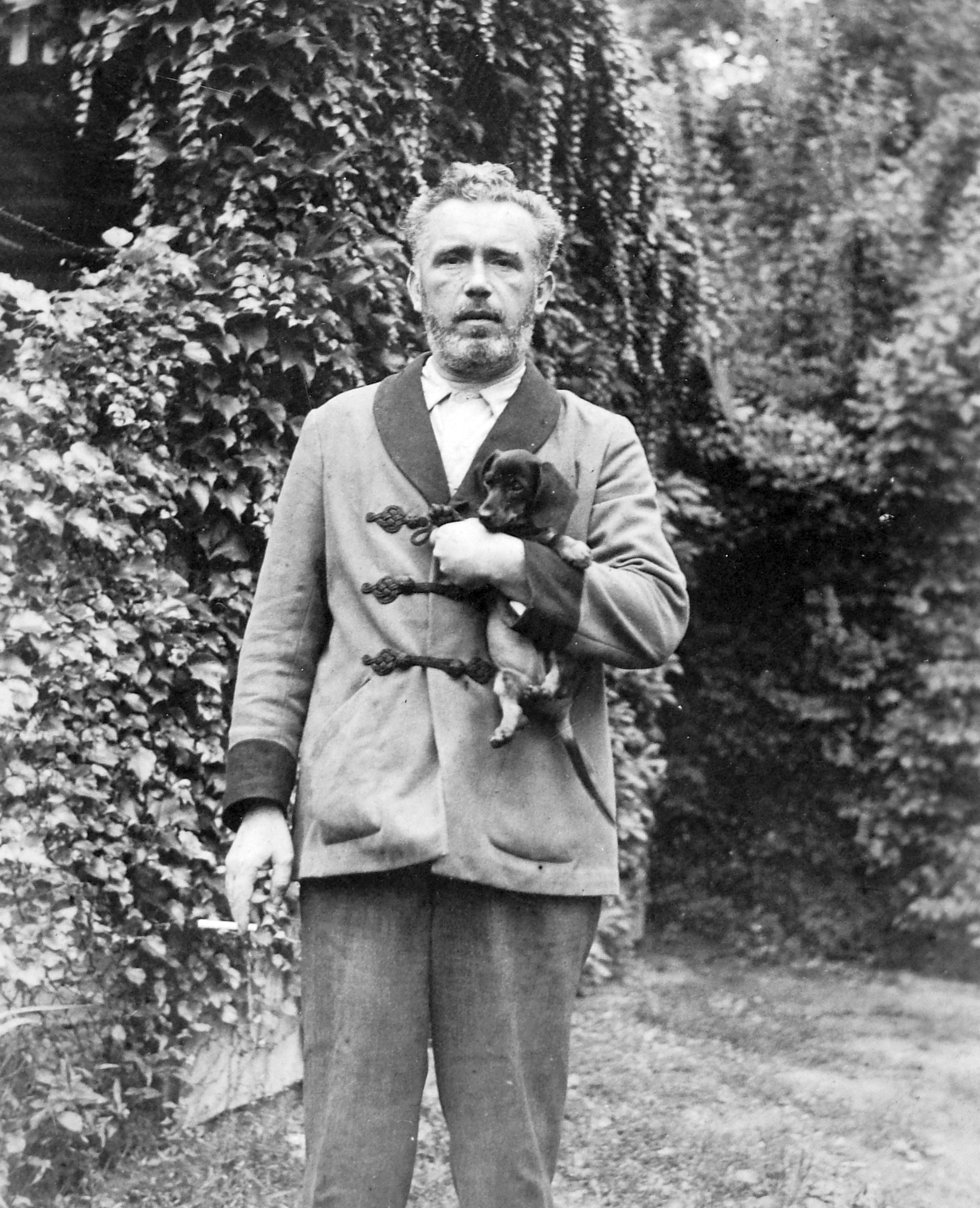
Một quý ông mặc áo khoác ximôckinh đang thưởng thức thuốc lá, ôm theo một chú Chó Dachshund (1930).